# Torneo de San José 2011
El Torneo de San José 2011 fue un evento de tenis ATP World Tour de la serie 250 que se desarrolló entre el 7 y el 13 de febrero de dicho año en el complejo deportivo HP Pavilion de San Jose (California, Estados Unidos).

## Campeones
- Individuales masculinos:  Milos Raonic derrotó a  Fernando Verdasco por 7-6(6) y 7-6(5)

- Dobles masculinos:  Scott Lipsky/Rajeev Ram  derrotaron a  Alejandro Falla/Xavier Malisse  por 6–4, 4–6, [10–8].